# Медиатека
Медиате́ка (англ. Media «носитель» + греч. θήκη «место хранения») — фонд книг, учебных и методических пособий, видеофильмов, звукозаписей, компьютерных презентаций, а также техническое обеспечение для создания и просмотра фонда: компьютер, видеокамера, магнитофон, видеомагнитофон, проекторы.
В Библиотечной энциклопедии «медиатека» определяется как современное название публичных библиотек, фонды которых содержат различные типы документов и книг: печатные, электронные, мультимедийные, а также имеют оборудование, необходимое для их хранения и воспроизведения, и доступ к ним через компьютерные сети, включая Интернет.
Термин «медиатека» стал использоваться во Франции в конце XX века и по отношению к деятельности публичных библиотек предполагает создание интегрированного культурного информационного пространства, в котором используются разные средства коммуникации.
В понимании профессиональных библиотекарей, медиатека — это, прежде всего, организованное пространство для индивидуальной и массовой работы пользователей с информацией на электронных носителях. Медиатека входит в комплекс совместно с библиотекой. В образовательных учреждениях является структурным подразделением и базируется на базе компьютерного класса.
Фонд медиатеки зависит от уровня материально-технической базы и от компетентности сотрудников, которые являются посредниками между фондом и пользователем. Библиотека и медиатека соотносятся как часть и целое. Самое главное различие между двумя системами находится в области посредничества: в случае библиотеки это документ — библиотекарь — читатель; в случае медиатеки это документ — медиатекарь — пользователь — машина.